# أصول
الأصول في الأعمال التجارية والمحاسبة، هي الموارد الاقتصادية التي يملكها رجال الأعمال أو شركة ما. وهي أي ملكية ملموسة أو غير ملموسة ملائمة لسداد الديون يمكن اعتبارها أحد الأصول. والأصول بعبارة بسيطة، هي الأشياء ذات القيمة التي يمكنه تحويلها بسهولة إلى نقد (مع أن النقد في حد ذاته يعدّ أيضا أحد الأصول). وتسجل الميزانية العمومية (balance sheet) للشركة القيمة النقدية للأصول التي تملكها، فهي تقدم تمثيل مادي لأصول الشركة وديونها في يوم ما. والأصول هي الأموال والأشياء الثمينة الأخرى التي يملكها الفرد أو الشركة التجارية. تصنف الأصول إلى صنفين رئيسيين. الأصول الملموسة والأصول غير الملموسة. تحتوي الأصول الملموسة على أقسام فرعية مختلفة، بما في ذلك الأصول المتداولة والأصول الثابتة. وتكون الأصول المتداولة لأقل من فترة مالية ويمكن تحويلها لأموال بسهولة، وتشمل المدينين (العملاء) وأوراق القبض والمخزون (التام وغير التام) والبضاعة الموجودة (Inventory) والاستثمارت قصيرة الأجل...ألخ، في حين أن الأصول الثابتة: تستخدم لعدة فترات محاسبية، وتشمل الأراضي والسيارات والآلات تشمل المباني والمعدات. الأصول غير الملموسة هي موارد وحقوق غير مادية ذات قيمة للشركة لأنها تعطي للشركة نوعا من الميزة في السوق التجاري. وكأمثلة عن الأصول غير الملموسة الاسم التجاري، وحقوق التأليف والنشر، والعلامات التجارية، وبراءات الاختراع، وبرامج الحاسوب. والأصول المالية مثل حسابات مدينة، والسندات، والأسهم.
أيضا عرفت لجنة المصطلحات التابعة لمجمع المحاسبين الأمريكي (AICPA)الأصول بأنها «شي ما يمثل رصيد مدين قابل للترحيل للفترة التالية لقفل الحسابات تبعا للمبادئ المحاسبية على أساس أنه يمثل إما حق ملكية أو قيمة يمكن الحصول عليها ونفقة تمت وأوجدت حق ملكية أو من المحتمل إيجادها مستقبلا». وعرفتها لجنة المفاهيم والمعايير التابعة لجمعية المحاسبة الأمريكية (FASB) بأنها «هي الموارد الاقتصادية المخصصة لأغراض المشروع خلال وحدة محاسبية محددة فهي تجمعات للخدمات المتوقع الحصول عليها مستقبلا».

## شروط يجب توافرها في الأصول
هناك شروط أو كما يسميها بعض الكتاب «معايير» يجب توفرها في الموارد لكي يتم اعتبارها أصولاً.

### معيار الملكية
من أهم هذه الشروط أن يكون الأصل مملوكاً للشركة بشكل قانوني سواء ملكية مطلقة أو مجازية (كالاصول المؤجرة ايجارا تمويليا). أي أن للشركة الحق في لاستفادة من المنافع الاقتصادية من هذا الأصل.

### معيار الخدمات المستقبلية
لابد أن يكون منافع اقتصادية مستقبلية متوقعة من المورد لكي يتم اعتباره أصلاً. فإذا كان يقدم منافع تمتد لأكثر من فترة مالية فيمكن تصنيفه من ضمن الأصول.

### معيار المقدرة الإنتاجية (الخدمية)
من أهم أسباب اقتناء الأصول هو مقدرتها الإنتاجية لأنها تشارك بشكل أو بآخر في العملية الإنتاجية. لذلك من الشروط التي يجب توافرها في المورد ليعدّ أصلاً هو مقدرته الإنتاجية وأن يكون قادراً على أن يعود بعائد مادي للشركة نتيجة مشاركته في العملية الإنتاجية.

### قابلية التحديد (القياس)
لابد أن تكون المنافع العائدة من الأصل قابلة للقياس لكي يتم اعتباره أحد أصول الشركة. يكون القياس عادة باستخدام وحدات مالية. والهدف من ذلك أن تستطيع الشركة فصل هذا الأصل عن باقي الموارد والأصول الأخرى.

## أنواع الأصول
تنقسم الأصول إلى أقسام متنوعة كما ذكر سابقا. التالي هو شرح مبسط لكل نوع.

### الأصول المتداولة
الأصول المتداولة (بالإنجليزية: current assets)‏ حسب تعريف لجنة المصطلحات التابعة لمجمع المحاسبين الأمريكي (AICPA) هي «النقدية أو الأصول الأخرى القابلة للتحويل إلى نقدية أو التي ستباع أو تستخدم في الإنتاج خلال دورة العمليات أو السنة المالية أيهما أطول».
إذن هي النقد(cash)والموارد التي يسهل تحويلها إلى نقد خلال سنة مالية مثل: موجودات المخزون (inventory) والتكاليف المدفوعة مسبقا (المدينون)، وأوراق القبض، والأوراق المالية (الأسهم)، والمصروفات المدفوعة مقدما.

### الأصول الثابتة
الأصول الثابتة (بالإنجليزية: tangible fixed assets)‏ «هي ما حازته المنشأة من مبان وأراض ومعدات وتجهيزات لاستخدامها في الإنتاج أو في تسهيل أمور العمليات التجارية». ومن الأمثلة عليها الآلات ووسائل النقل والأثاث وكل ماتقتنيه الشركة ليس من أجل البيع وإنما بغرض استخدامه في عملية الإنتاج.

### الأصول الملموسة
الأصول الملموسة (بالإنجليزية: tangible assets)‏ هي جميع الأصول التي يكون لها جوهر مادي. ومن الأمثلة على ذلك المباني والمعدات.

### الأصول غير الملموسة
الأصول غير الملموسة هي «ما دفعته المنشأة أو التزمت بدفعه لتحصل على منفعة ليس لها وجود مالي» 
وهي تمثل المنافع الاقتصادية التي ليس لها وجود مادي، وتتضمن حقوق الاختراع، حقوق التأليف، العلامة التجارية، وغيرها.

## اقرأ أيضًا
- أسهم رأس الما"""///ل
- حق المساهم
- رأسمال مغلق
- وديعة
- سند مدعم بأصول
- شيك مردود
- شركة تضامنية محدودة
- مسؤولية محدودة
- معدل الفائدة السنوي
- سند مؤقت
- مصروفات جارية
- التزام حالي
- إيراد مقدم
- ايجار باطني
- تعهد
- في الإيداع
- أوراق تجارية مالية
- موارد المال
- صرافة العملات
- الشهر العقاري